# بوالمثل بخارایی
ابوالمَثَل بخاری یا بوالمثل بخارایی شاعر ایرانی روزگار سامانیان است. منوچهری از او در شمار استادان پیشگام شعر فارسی چنین یاد کرده‌است:
| بوالعلا و بوالعباس و بوسلیک و بوالمثل |  | وآن‌که آمد از نوایح و آنکه آمد از هری |

مرگ او پیش از درگذشت ابوطاهر خسروانی بوده‌است. آگاهی‌ای از او در دست نیست، تنها در لباب‌الالباب محمد عوفی و مجمع‌الفصحا و چند جای دیگر از شعر او شاهد آورده‌ شده‌است و نیز در چهار مقاله نظامی عروضی از او نام برده‌ شده‌است. 
شعر زیر از اوست:
| برافکند پیری ضیا بر سرت |  | به چشم بتان ظلمت است آن ضیا |
| نبینی که باز سپیدی کنون |  | اگر کبک بگریزد از تو سزا    |
| نبینی سمن برگ نسرین شده |  | ز کافور پوشیده برگ گیا      |